# Burdeos
Burdeos è una municipalità di quarta classe delle Filippine, situata nella Provincia di Quezon, nella regione di Calabarzon.
Burdeos è formata da 14 baranggay:
- Aluyon
- Amot
- Anibawan
- Bonifacio
- Cabugao
- Cabungalunan
- Calutcot
- Caniwan
- Carlagan
- Mabini
- Palasan
- Poblacion
- Rizal
- San Rafael